# Birkirkara Football Club 2016-2017
Questa voce raccoglie le informazioni riguardanti il Birkirkara Football Club nelle competizioni ufficiali della stagione 2016-2017.

## Rosa
Fonte:
| N. |                    | Ruolo | Calciatore          |
| -- | ------------------ | ----- | ------------------- |
|    | Nigeria (bandiera) | P     | Ini Akpan           |
|    | Croazia (bandiera) | P     | Miroslav Koprić     |
|    | Malta (bandiera)   | P     | Philip Shranz       |
|    | Malta (bandiera)   | P     | Andreas Vella       |
|    | Austria (bandiera) | D     | Christian Bubalović |
|    | Malta (bandiera)   | D     | Zachary Cassar      |
|    | Serbia (bandiera)  | D     | Predrag Jović       |
|    | Malta (bandiera)   | D     | Fabien Lufi         |
|    | Croazia (bandiera) | D     | Bruno Marotti       |
|    | Serbia (bandiera)  | D     | Nikola Vukanac      |
|    | Malta (bandiera)   | D     | Kurt Zammit         |
|    | Malta (bandiera)   | C     | Edmond Agius        |
|    | Croazia (bandiera) | C     | Mislav Anđelković   |
|    | Malta (bandiera)   | C     | Cain Attard         |
|    | Malta (bandiera)   | C     | Shaun Bajada        |
|    | Malta (bandiera)   | C     | Nick Borg           |

| N. |                      | Ruolo | Calciatore          |
| -- | -------------------- | ----- | ------------------- |
|    | Malta (bandiera)     | C     | Andrea Curmi        |
|    | Serbia (bandiera)    | C     | Srđan Dimitrov      |
|    | Cile (bandiera)      | C     | Edison Bilbao       |
|    | Malta (bandiera)     | C     | Matthew Guillaumier |
|    | Scozia (bandiera)    | C     | Gary Muir           |
|    | Malta (bandiera)     | C     | Gareth Sciberras    |
|    | Malta (bandiera)     | C     | Ryan Scicluna       |
|    | Malta (bandiera)     | C     | Joseph Willy        |
|    | Argentina (bandiera) | A     | Miguel Alba         |
|    | Malta (bandiera)     | A     | Matteo Buttigieg    |
|    | Brasile (bandiera)   | A     | Emerson Marcelina   |
|    | Malta (bandiera)     | A     | Edward Herrera      |
|    | Colombia (bandiera)  | A     | Jhon Obregón        |
|    | Slovenia (bandiera)  | A     | Vito Plut           |
|    | Nigeria (bandiera)   | A     | Frank Temile        |
|    | Malta (bandiera)     | A     | Clint Zammit        |